# Borborus punctipennis
Borborus punctipennis är en tvåvingeart som först beskrevs av Macquart 1835.  Borborus punctipennis ingår i släktet Borborus och familjen hoppflugor. Inga underarter finns listade i Catalogue of Life.